# Punisher (àlbum)
Punisher és el segon àlbum d'estudi de la cantant i compositora nord-americana Phoebe Bridgers, publicat el 18 de juny de 2020 per Dead Oceans. Succeeix al seu àlbum debut del 2017, Stranger in the Alps. Abans de publicar Punisher, Phoebe Bridgers també va formar les bandes Boygenius i Better Oblivion Community Center.
Punisher es va gravar durant un any i mig als Sound City Studios de Los Angeles i va reunir Bridgers amb els productors Tony Berg i Ethan Gruska, que també van produïr Stranger in the Alps. El seu procés d'enregistrament va ser col·laboratiu, acreditant més de dues dotzenes de músics destacats, com Julien Baker, Lucy Dacus, Christian Lee Hutson, Jim Keltner, Blake Mills i Conor Oberst. Punisher va comptar amb el suport de cinc senzills, "Garden Song", "Kyoto", "ICU", "I Know the End" i "Saviour Complex". En el seu llançament, l'àlbum va rebre l'aclamació dels crítics musicals, que van celebrar el seu lirisme obert.

## Antecedents
La cantant i compositora nord-americana Phoebe Bridgers va assolir protagonisme a finals de la dècada dels 2010 amb una barreja de cançons suaus i específiques que ràpidament li van atorgar un nivell significatiu de fama entre els fans de l'indie rock. Bridgers va créixer escrivint cançons i tocant la guitarra; nativa de Los Angeles, va assistir a Los Angeles County High School for the Arts, on va estudiar jazz vocal. El 2017, va llançar el seu àlbum debut, Stranger in the Alps, al segell indie Dead Oceans amb seu a Indiana. Va rebre un gran reconeixement de la crítica i dels seus companys de professió; el guitarrista John Mayer ho va anunciar com "l'arribada d'un gegant".
Ràpidament es va convertir en una intèrpret molt demandada, colaborant a cançons amb the National, Fiona Apple, the 1975 i Jackson Browne. Va formar el supergrup femení boygenius amb els músics Julien Baker i Lucy Dacus, que va publicar un EP el 2018. També va començar a col·laborar amb Conor Oberst, formant la banda Better Oblivion Community Center que va llançar el seu àlbum debut homònim el 2019. També va començar a treballar estretament amb el cantant i compositor Christian Lee Hutson, i va produir l'àlbum debut de Hutson, Beginners, publicat el 2020.
Ryan Leas, escrivint per Stereogum, va observar que el treball creixent de Bridgers, sobretot abans de publicar un segon àlbum, ja era "divers i complex".

## Escriptura i gravació

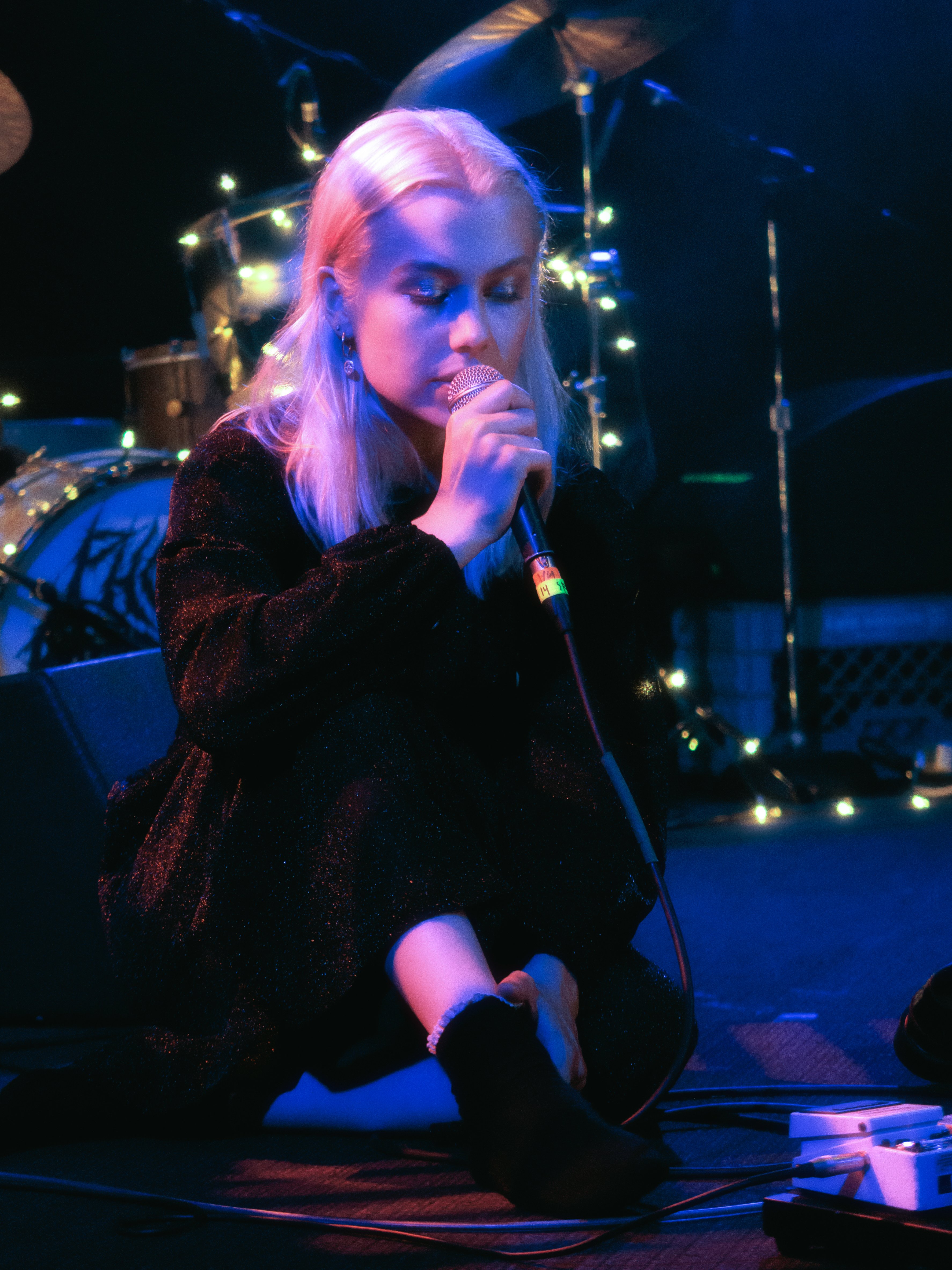
Phoebe Bridgers actuant l'any 2018

Phoebe Bridgers va començar a desenvolupar cançons per a Punisher mentre estava de gira; moltes cançons són anteriors al llançament de Stranger in the Alps. Cançons com "ICU" es van escriure en proves de so. Bridgers va considerar que els seu treball a Punisher no és gens revolucionari, sinó més aviat un avenç en la combinació de les seves influències dispars: "com fer referència a cent coses alhora que sempre m'han estimat", va dir. Va continuar treballant amb el bateria Marshall Vore com el seu col·laborador més proper, sovint parlant primer amb ell sobre idees de cançons. Va reescriure les lletres amb freqüència, escrivint versos temporals per divertir-se que finalment li agradaven massa per substituir-los.
Punisher es va gravar a Sound City, un famós estudi del barri de Van Nuys a Los Angeles. Punisher acull una àmplia gamma d'intèrprets convidats, inclosos tots els col·laboradors de Bridgers en els seus projectes paralels. Va assenyalar que molts col·laboradors de l'àlbum apareixen perquè eren simplement estaven a prop de Sound City en aquell moment, inclòs el veterà percussionista Jim Keltner (conegut pel seu treball amb Bob Dylan i John Lennon) i el músic Blake Mills, que afegeix tres cançons a Punisher.
L'àlbum es va gravar esporàdicament entre mitjans del 2018 i finals del 2019. Per produir Punisher, va reclutar Tony Berg i Ethan Gruska, els mateixos productors que el seu primer àlbum Stranger in the Alps. Per a la cançó del títol, Gruska va utilitzar mostres d'ocells, un Mellotron i un clip emmascarament de la veu de Bridgers que s'esvaeixen i s'accentuen en diversos punts de la cançó, o com diu Bridgers, "muntant els faders". La tècnica és una que va aprendre de l'enginyer Joseph Lorge.

## Temes i composició

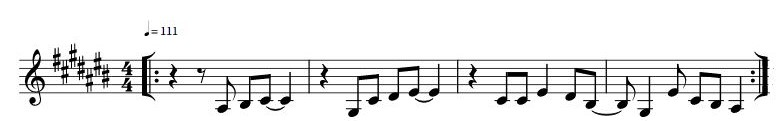
Melodia del final de la cançó "I know the End"

Punisher ha estat descrit com un àlbum indie rock, emo-folk i indie folk. Líricament, aborda temes de "connexions perdudes, la tensió entre el jo interior i exterior, i el dolor solitari de veure com s'acaben les coses". En un comunicat de premsa, Bridgers va utilitzar les paraules "plorar" i la sensació d'entuniment per descriure el seu contingut. Quinn Moreland de Pitchfork va interpretar l'album com a nascut d'"esperits lànguids de depressió, desig i autodestrucció". Les notes de l'àlbum el dediquen a Max, un pug negre que Bridgers va tenir durant setze anys fins al seu traspàs el 2019. La seva mort va tenir un efecte profund en Bridgers, que va assenyalar que "anar a casa a un apartament buit era bastant fotut" i que potser va entrar a la foscor present a Punisher. També va acreditar a l'escriptora Joan Didion com a inspiració a Punisher i va fer referència al podcast My Favorite Murder en dos articles separats que destacaven les seves influències a Punisher : "Crec que probablement es va colar (a l'àlbum)", va remarcar.
Lindsay Zoladz, de The New York Times, va observar que Bridgers "teixeix detalls minúsculs, específics i marcats amb el temps (estels químics, bescuits, serotonina) en tapissos de sentiments duradors". En conjunt, l'àlbum narra el viatge personal de Bridgers cap a la teràpia i poder gaudir millor de la vida. Mentre que Stranger in the Alps està arrelat en el trauma, Punisher identifica les eines que va utilitzar per fer front a aquest trauma.

## Cançons

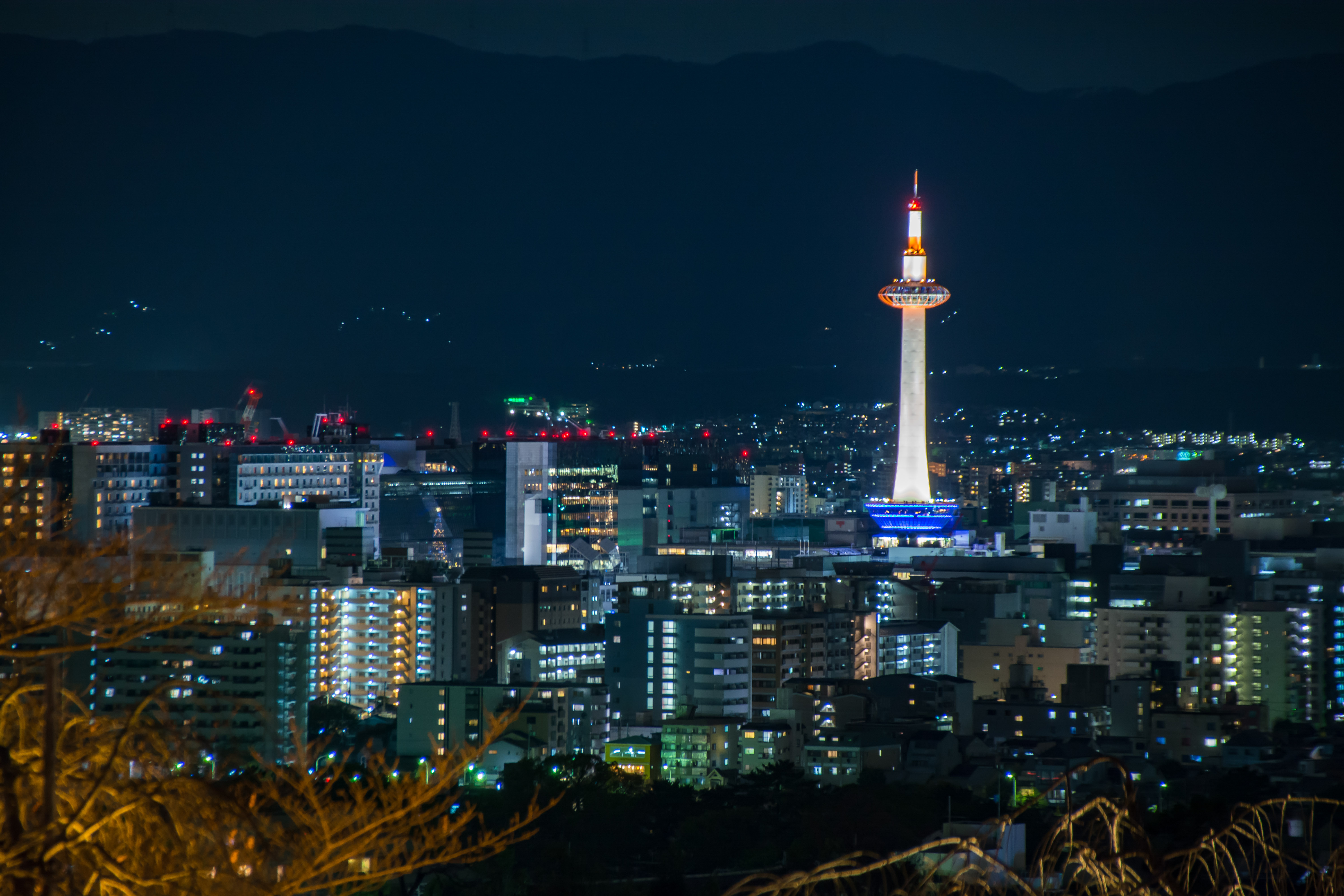
"Kyoto" relata l'experiència de Bridgers amb la dissociació durant un viatge a la ciutat japonesa

L'àlbum comença amb l'instrumental "DVD Menu", que s'encavalca amb "Garden Song", el senzill principal de l'àlbum. "Garden Song" se centra en l'automanifestació i en com les accions d'un mateix poden posar les coses en moviment. Bridgers va considerar que era una mena de "seqüela" de "Smoke Signals", el senzill principal d' Stranger in The Alps, ja que tots dos són cançons d'amor. Bridgers va descriure "Kyoto" com a basat en el concepte de la dissociació: confusió entre l'entorn i la identitat, o com va dir Bridgers, "viure fora del teu cos quan passen merdes guais". La cançó va sorgir d'un viatge al Japó en què es va sentir apàtica i desmotivada per explorar, i la seva lletra es basa en la seva complexa relació amb el seu pare. "Kyoto" ha estat descrita com una de les cançons més atractives de l'àlbum; el seu to optimista va ser sol·licitat per Berg, que va sentir que havia escrit massa balades lentes. La cançó del títol deriva el seu nom d'una broma entre músics: un punisher és un fan excessivament entusiasmat, que "es queda una mica massa temps a la taula de merchandising". La cançó examina el seu amor des de fa temps per Elliott Smith, amb Bridgers imaginant-se una conversa entre ells en què ella seria la punisher, donada la seva intensa devoció per la seva música. Bridgers va pensar que podria autotitular l'àlbum, però es va decidir per Punisher perquè semblava genial i va pensar que de vegades la descrivia.
"Halloween" se centra en una relació en decadència a la qual s'aferra fins a les vacances. El desenvolupament de la cançó va durar més d'un any i mig, amb Bridgers lluitant amb un vers. Conor Oberst, que canta a la segona meitat de la cançó, li va suggerir que escrigués sobre un tema de conversa que parlava sovint: assassinats que han tingut lloc al Dodger Stadium de Los Angeles."Moon Song" romanticitza un amant que s'odia a si mateix. Molts comentaristes van destacar la cobla "Odiem 'Tears in Heaven'/Però és trist que morís el seu nadó" ("We hate 'Tears in Heaven'/But is sad his baby died") com a especialment memorable: aquestes línies fan referència al relat del guitarrista Eric Clapton sobre la tràgica mort del seu fill. Ella va escriure la melodia de la cançó "Saviour Complex" en un somni, un vals de folk-rock i indie pop barroc, que tracta sobre una relació difícil."ICU", les sigles en anglès de la Unitat de cures intensives ha estat descrita com una "cançó de ruptura devastadora", i tracta la ruptura de Phoebe Bridgers amb Marshall Vore, que segueix sent el seu bateria i confident. La lletra "I hate your mom / I hate it when she opens her mouth" ("Odio la teva mare / Odio quan obre la boca") està inspirada en una discussió entre Bridgers i la mare d'una exparella, que va discutir amb ella sobre Donald Trump mentre compraven queviures.
Bridgers va escriure "Graceland Too", una balada folk i lírica amb tons country i dirigida per banjo que fa referència sonora al seu amor pel bluegrass, en un viatge a Nashville per visitar a la resta de membres de Boygenius, grup que més tard va col·laborar en la cançó. El títol fa referència a un santuari i una atracció turística a Elvis Presley, al sud de Graceland original a l'estat nord-americà de Mississipí. Per a Bridgers, el local s'utilitza com a vehicle i una manera senzilla d'expressar els seus sentiments."I Know the End", que comença com una cançó folk, va passar per diverses iteracions diferents i va ser tant la primera cançó que es va desenvolupar com l'última que es va completar. Bridgers i Vore van desenvolupar la cançó per primera vegada com una representació de la depressió relacionada amb la gira. El seu tercer vers representa un viatge costaner per visitar els seus familiars al nord de Califòrnia, on va veure un llançament SpaceX. Bridgers canta sobre passar per davant d'una tanca publicitària de l'autopista que diu "el final és a prop". Un cor de vocalistes convidats s'uneixen i xoquen en una cacofonia de crits.

## Llançament
Punisher estava programat per al llançament el 19 de juny (o Juneteenth, dia que conmemora la fi de l'esclavitud als Estats Units), però Bridgers va optar per llançar-lo aviat als serveis digitals, amb un anunci que animava els fans a fer donacions a organitzacions que busquen justícia racial. Va debutar durant la quarantena provocada per la pandèmia de COVID-19 i enmig d'un període de disturbis civils als EUA, amb ciutadans protestant per l'assassinat per part de la policia de George Floyd i altres persones de color. "No demoraré el disc fins que les coses tornin a la 'normalitat' perquè no crec que haurien de fer-ho", va escriure Bridgers a Twitter.

## Recepció crítica
Punisher va rebre un gran reconeixement per part dels crítics musicals. L'àlbum té una puntuació de 90 sobre 100 a Metacritic, que indica "aclamació universal", basada en 31 crítiques.

## Llistat de pistes
| Núm.          | Títol               | Durada |
| ------------- | ------------------- | ------ |
| 1.            | «DVD Menu»          | 1:09   |
| 2.            | «Garden Song»       | 3:39   |
| 3.            | «Kyoto»             | 3:04   |
| 4.            | «Punisher»          | 3:09   |
| 5.            | «Halloween»         | 4:31   |
| 6.            | «Chinese Satellite» | 3:37   |
| 7.            | «Moon Song»         | 4:37   |
| 8.            | «Savior Complex»    | 4:01   |
| 9.            | «ICU»               | 3:10   |
| 10.           | «Graceland Too»     | 3:56   |
| 11.           | «I Know the End»    | 5:44   |
| Durada total: | Durada total:       | 40:37  |